# Studio 100

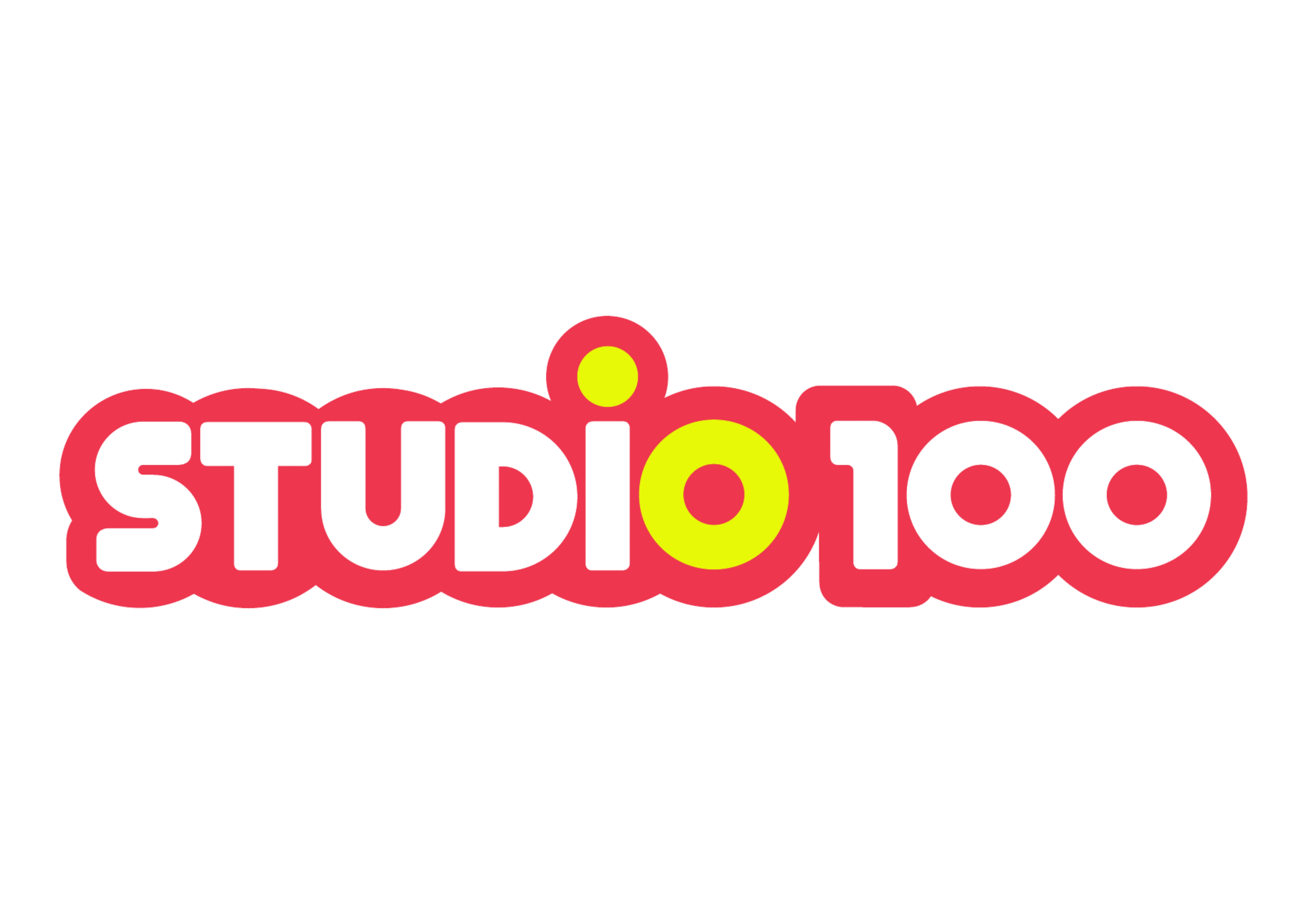
Logo Studio 100

Studio 100 é uma empresa e gravadora da Bélgica, possui mais de 7 parques de diversão, 4 conjuntos musicais e um estúdio de animação. É também o produtor do grupo pop K3. Essa empresa está associado com a Federação Internacional da Indústria Fonográfica - IFPI.